# Habsburg–Lotaringiai Mária Dorottya főhercegnő
Habsburg–Lotaringiai Mária Dorottya (ismert még mint Ausztriai Mária Dorottya főhercegnő, németül: Erzherzogin Maria Dorothea von Österreich, franciául: Archiduchesse Marie-Dorothée d’Autriche; Alcsút, Ausztria–Magyarország, 1867. június 14. – Alcsút, Magyar Királyság, 1932. április 6.), a Habsburg–Lotaringiai-házból származó osztrák főhercegnő, aki Philippe d’Orléans hitveseként orléans-i hercegné, valamint címzetes francia királyné 1896 és 1926 között.

## Élete

### Származása
Édesapja Habsburg–Lotaringiai József Károly Lajos főherceg, lovassági tábornok (1833–1905) volt, a magyar honvédség főparancsnoka, József nádor (1776–1847) fia, István nádor (1817–1867) testvéröccse. Mária főhercegnő nagyapja és nagybátyja is a Magyar Királyság utolsó nádorai voltak. Dédapja II. Lipót német-római császár, magyar és cseh király volt.
Mária főhercegnő édesanyja Szász-Coburg-Koháry Klotild Mária Adél Amália hercegnő (1846-1927) volt, I. Lajos Fülöp francia király unokája, aki a Szász–Coburg–Gothai hercegi dinasztia magyar ágából származott.

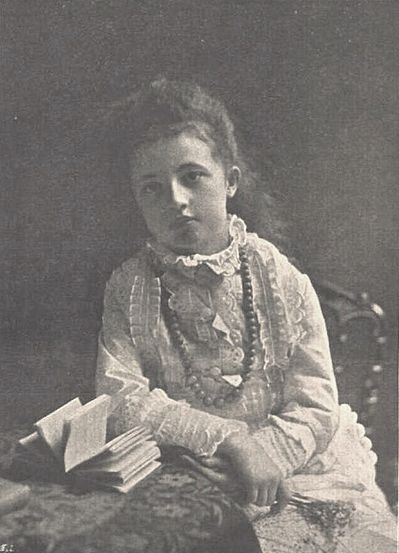
Mária Dorottya

A szülők házasságából hét gyermek született, másodikként Mária Dorottya főhercegnő:
- Erzsébet (Linz, 1865. március 18. – 1866. január 7.), meghalt kisgyermekként.
- Mária Dorottya Amália (1867–1932)
- Margit Klementina Mária (Alcsút, 1870. július 6. – Regensburg, 1955), aki 1890. július 15-én férjhez ment Thurn und Taxis Albert herceghez, Erzsébet királyné nővérének fiához
- József Ágost főherceg (Alcsút, 1872. augusztus 9. – Rain bei Straubing, Bajorország, 1962. július 6.), kormányzó, tábornagy
- László Fülöp Mária Vince főherceg (Alcsút, 1875. július 16. – Budapest, 1895. szeptember 6.) a honvédség 1. gyalogezredének hadnagya, vadászbalesetben halt meg.
- Erzsébet Henrietta Klotild Mária Viktória főhercegnő (Alcsút, 1883. március 9. – Regensburg, 1958).
- Klotild Mária Rainera Amália Filoména főhercegnő (Fiume, 1884. május 9. – Alcsút, 1903. december 14.), fiatalon meghalt.

Keresztneveit apai nagyanyja, József nádor harmadik felesége, Mária Dorottya württembergi hercegnő után kapta. A főhercegi pár leányainak nevelését Holdházy Mária irányította. Testvére, Holdházy János a fiúk nevelését felügyelte. Az alcsúti kastélyban gondos nevelést kapott, beszélt magyarul, németül, franciául, olaszul, angolul és cigány nyelven is. Ezek mellett értette a horvátot, az oroszt és a latint is valamelyest.

### Ifjúsága
Vonzódott a művészetekhez, kiváltképp a festészet és a zene érdekelte. A festészetben Vastagh György, a zenében Erkel Gyula volt a mestere. Festményei az alcsúti és az ágyai kápolnákat gazdagítják. Megfestette Szent Margitot, Szent Lászlót, és egy csoportképet, amely Szent Erzsébetet, Szent Lászlót, Szent Gellértet és Kapisztrán Jánost ábrázolja. Szívesen örökítette meg az alcsúti birtok vagy a Margit-sziget egy-egy részletét vagy a fiumei tengermellék tájait. Zenei tevékenykedésének legismertebb darabja, ami szélesebb körben is ismertté vált, a Honvédek királydala volt. Mélyen vallásos lévén, mindkét művészeti ágban előnyben részesítette az egyházi témájú alkotásokat. 1895-ben, amikor bátyja, László főherceg baleset következtében életét veszítette, Mária Dorottya bánatában kolostorba akart vonulni. Később testvére halálának pillanatát is festményen örökítette meg, amely az ágyai templomba került.

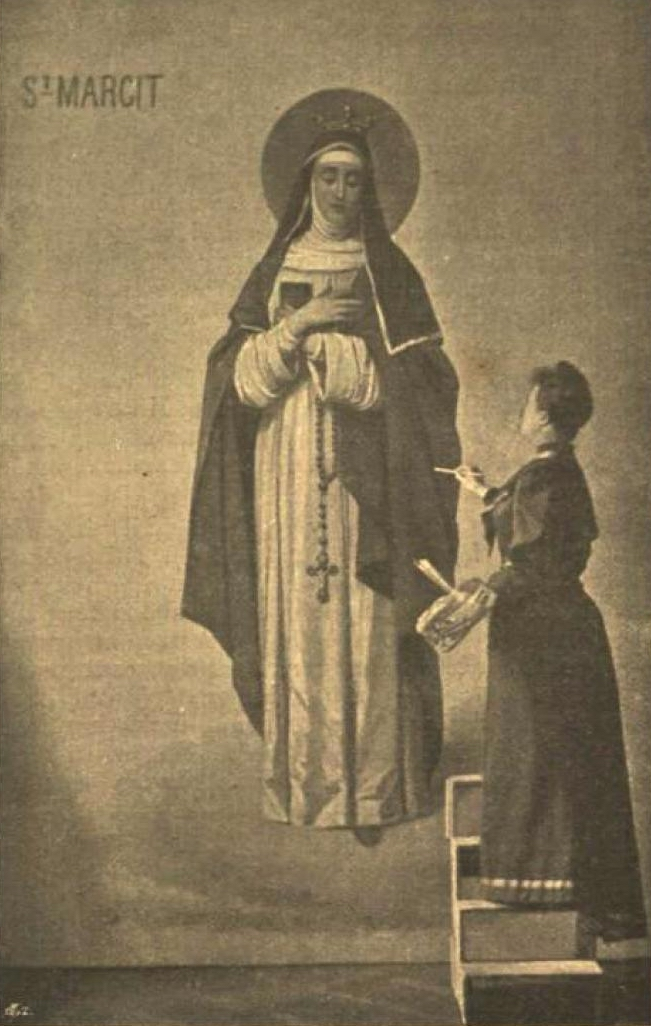
A festőnő munka közben (Szent Margitot ábrázoló munkája előtt)
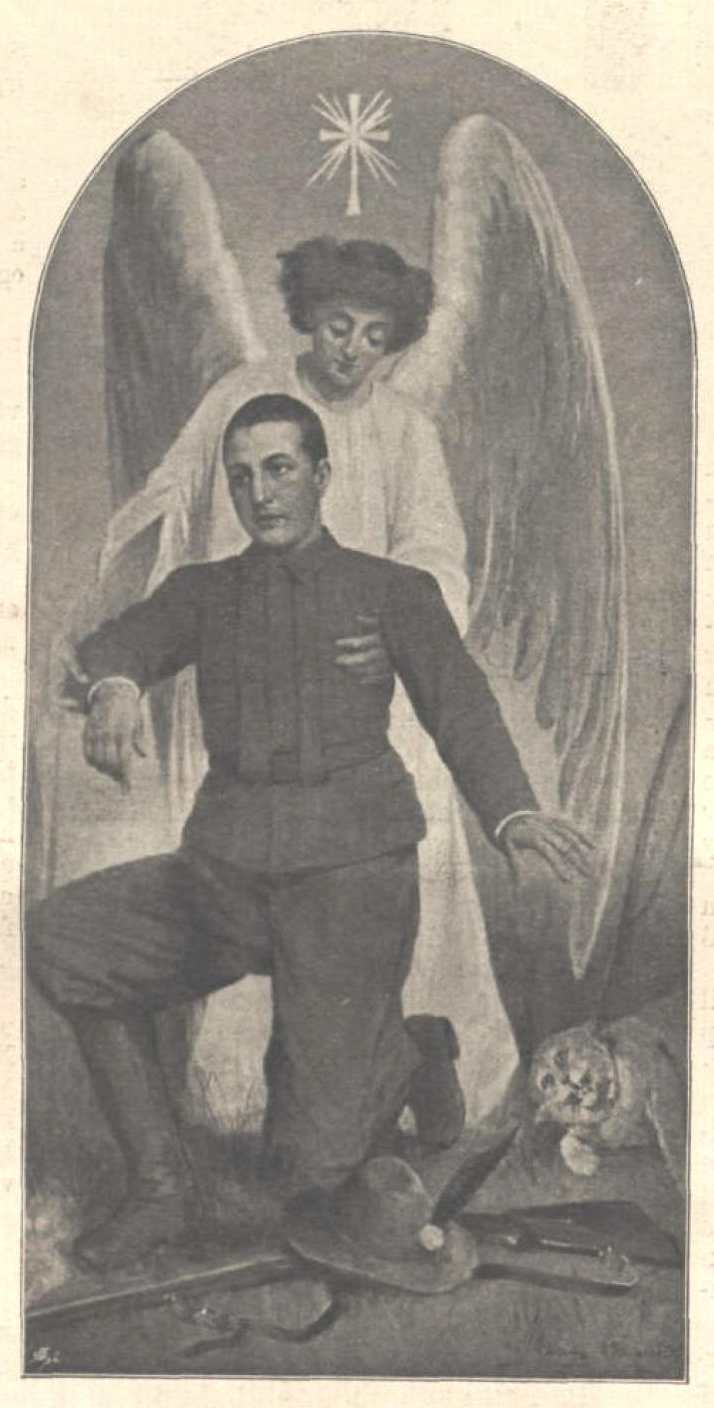
Az ágyai emlékkápolna festménye. László főherceget a végzetes lövés pillanatában ábrázolja, amint védangyala megfogja, mellette a vadmacska látható.
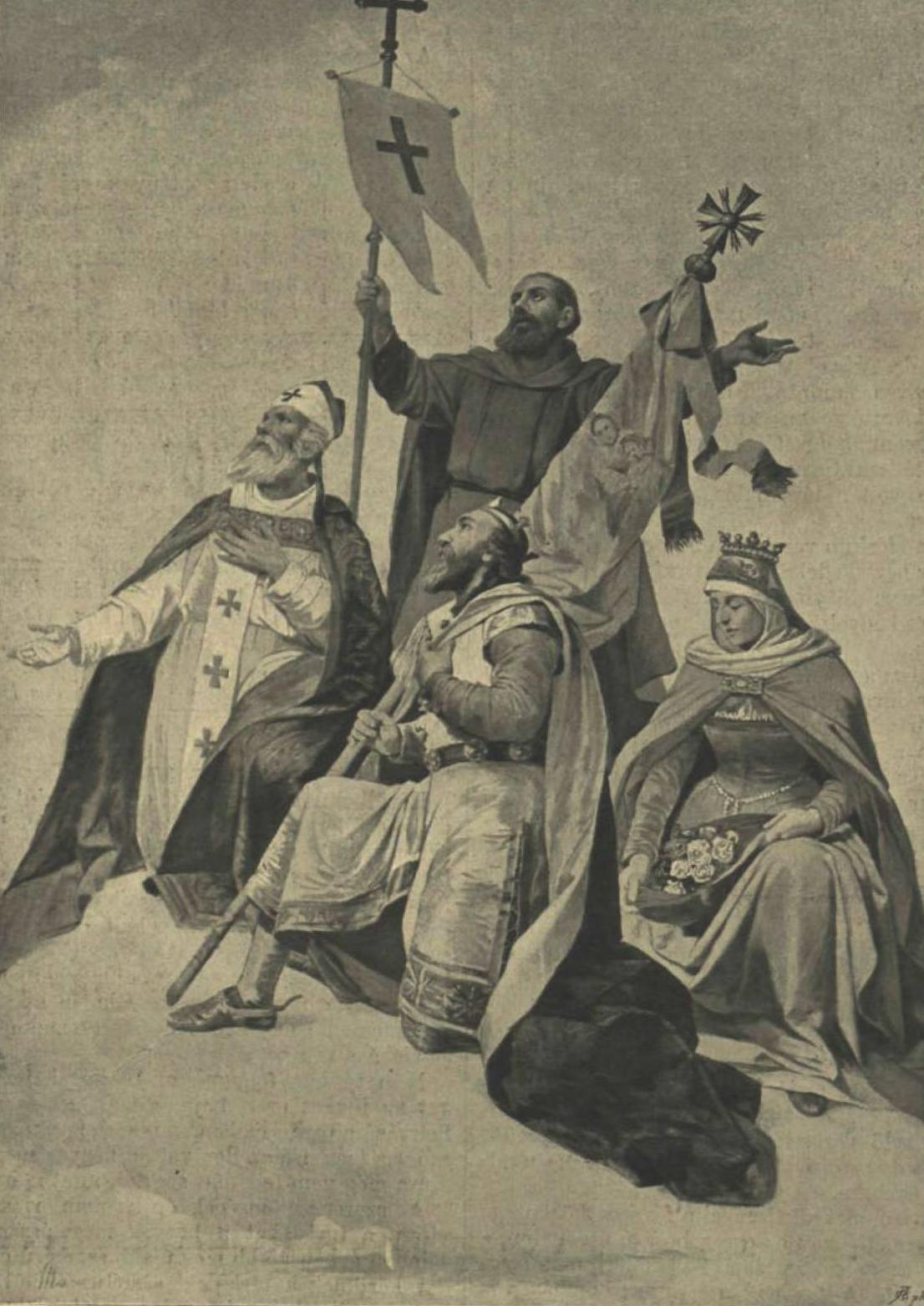
Festménye az alcsúti kápolnában. A csoportkép Szent Erzsébetet, Szent Lászlót, Szent Gellértet valamint Kapisztrán Jánost ábrázolja.
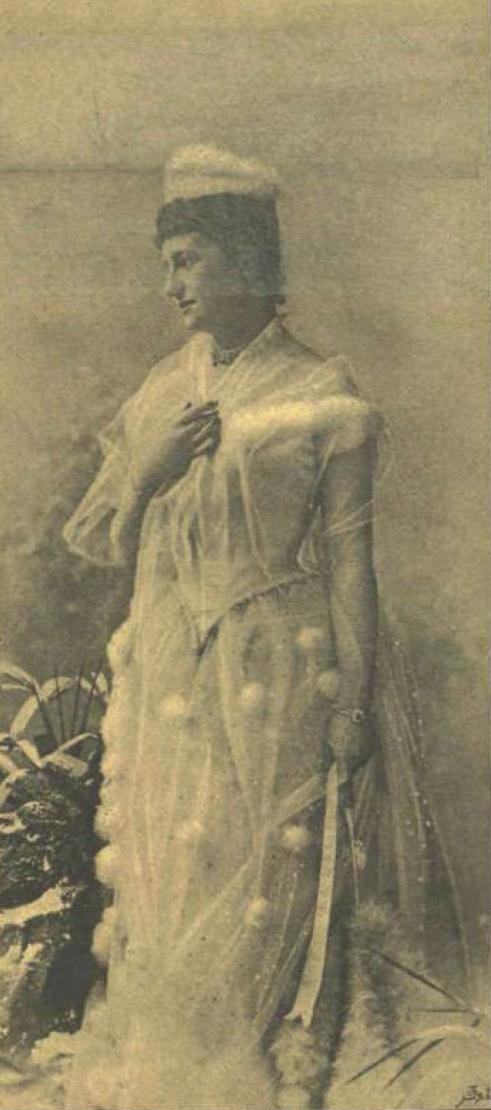
Mária Dorottya főhercegnő hóvirág-jelmezben, 1888 február 14-én, Mária Valéria főhercegnő farsangi bálján
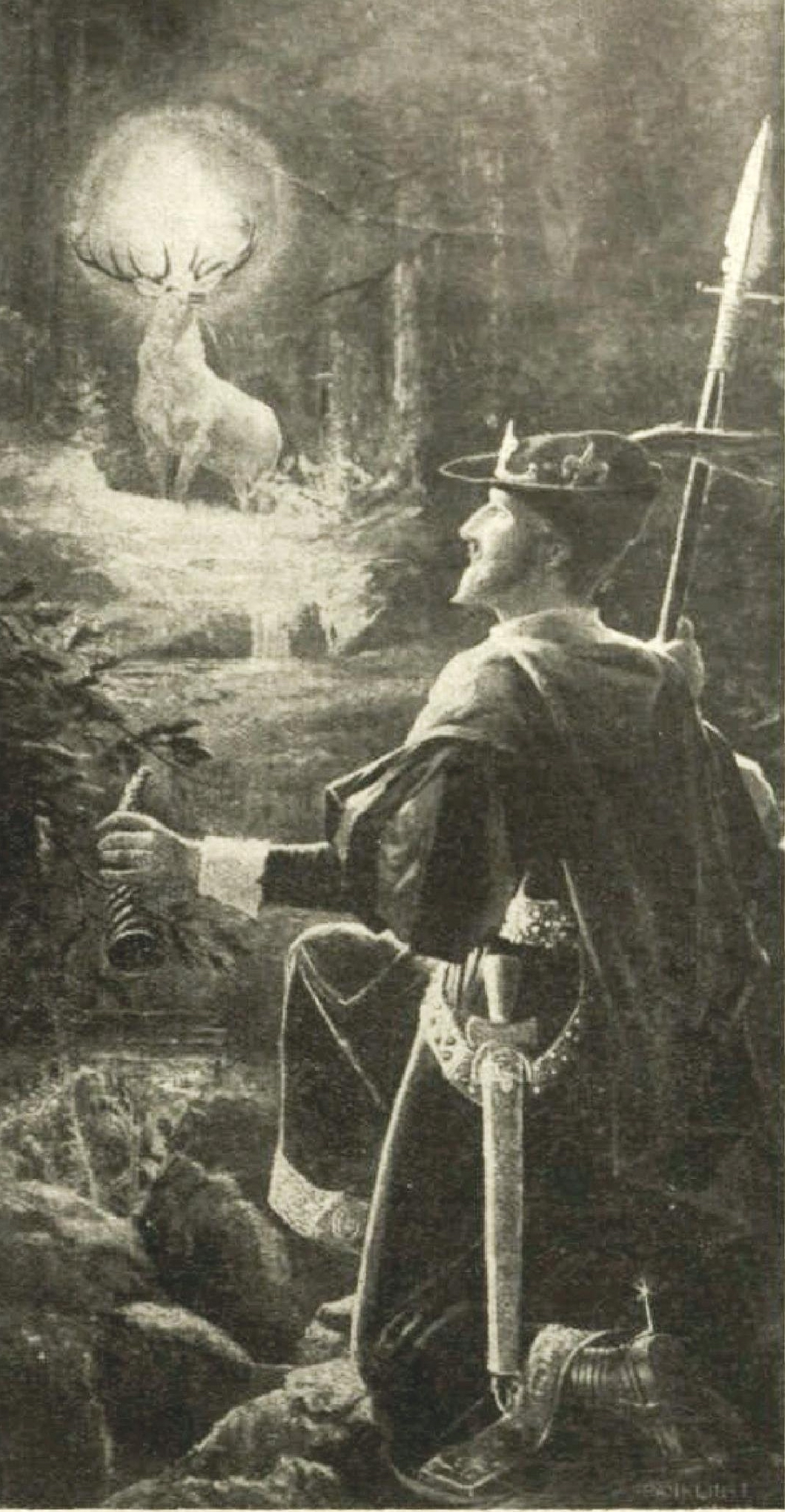
Szent Hubertusz (Hubertusz alakja a férjéről, Fülöpről mintázva)

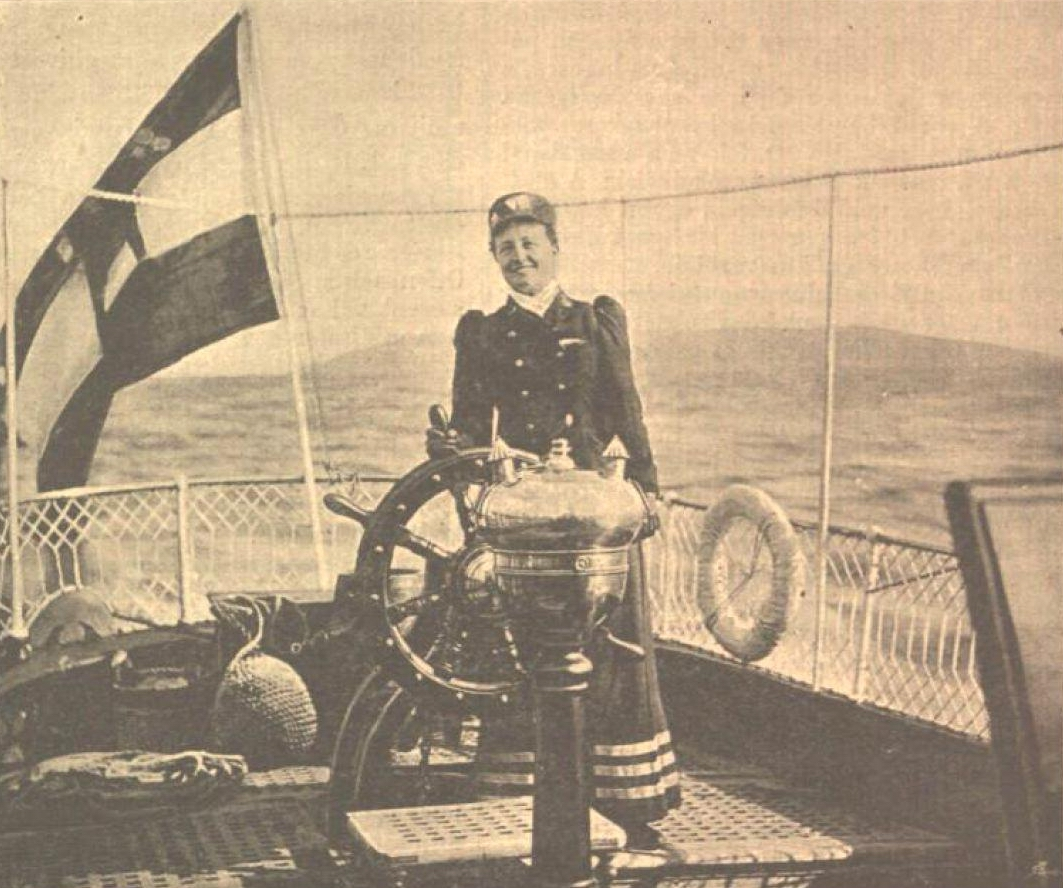
A kormányos (A Deli nevű hajó fedélzetén)

Amíg testvére, Margit férjhez nem ment, szívesen lovagolt és kocsikázott együtt vele. Fiuméban tett nyaralások során megtanulta a hajóvezetés alapvető fortélyait, Deli nevű gőzhajójukat irányítva.
Jókai így ír a fiatal Mária főhercegnőről Életemből című írásában: „Mária Dorothea főhercegnő, a legidősb hercegkisasszony gyönyörűen fejlett, felnőtt hajadon. Homlokáról magas értelmiség, szelíden fénylő szemeiből életvidor jókedv és szende szívjóság sugárzik elé. Példánya a jól nevelt fejedelmi hölgynek. A tudás minden ágában kiművelve, igaz magyar nemzeties érzületben felnövekedve, az európai művelt nyelveken kívül, melyeken szabatos tisztasággal beszél és ír, a latin nyelv titkaiba is beavattatott. Művészi hajlamairól már sokat írtak a lapok, s valóban nem közönséges hivatottságra valló képeket festett jeles művészünk, Vastagh György vezetése alatt. Hasonló lelkesedéssel ápolja a zenét is, s a generál-bassban egy ideig Erkel Gyula volt mestere. A múlt farsangon el volt terjedve a magas szocietás közt a vélemény, hogy Mária főhercegnő a budai várpalota fényes termeiben a világba fog vezettetni; de az uralkodóháznál dívó szokás szerint ez majd csak jövőre fog megtörténni, ha betöltendi a főhercegnő 18-ik életévét. Csupán Valéria főhercegnő táncestélyén ízlelte meg a tánc hevélyeit és gyönyörét.”
1885-ben névadója és alapítója volt a Mária Dorothea Egyesületnek, melynek  fő célja a magyar nők irodalmi és társadalmi működésének, a tanítónők segélyezésének, a nők képzésének és munkakörük bővítésének előmozdítása volt. Mária Dorottya így írt az egylet működését indítványozó küldöttségnek : „Igen örvendek a mondott nemes czélu egylet létesülésén. Élénken érdeklődöm iránta, s reménylem, hogy az, mint másutt, ugy Magyarországban is áldásosán fog működni és virágozni. Nagy hézagot pótló intézmény lesz a menedékház, s valóban ideje volt ekként is gondoskodni a magyar tanítónőkről nevelőnőkről.” A főhercegnő nem csak nevét, hanem 500 forintot is adott az egyesület működéséhez.
Az egylet 4400 forint kezdőtőkével és 300 fős taglétszámmal indult. Alapító közgyűlését 1885. március 25-én tartották, ahol a főhercegnő nem lehetett jelen, de üdvözlő levelét felolvasták. A gyűlés résztvevői azt javasolták, hogy az egyesület a magyarosabb Mária-Dorottya nevet viselje, de György Aladár, az előkészítő bizottság tagja kijelentette, hogy maga a főhercegnő kívánta a Dorothea név használatát.
Az egylet legfontosabb tevékenységei közül kimagaslanak a következők: Elszegényedett és munkaképtelen tanítónők számára Budapesten 50 000 forintból  felépíttette a Tanítónők otthona nevű épületet. Az Eperjes melletti Kissároson, a cemétei fürdőben külön fürdőházat létesített. Felszólalt a nők felsőoktatásának érdekében, könyvkiadót alapított Mária Dorothea Egyesület könyvtára néven. Az egyesület sikere – a nemes célok mellett – nagyban volt köszönhető Mária Dorottya főhercegnő védnökségének.

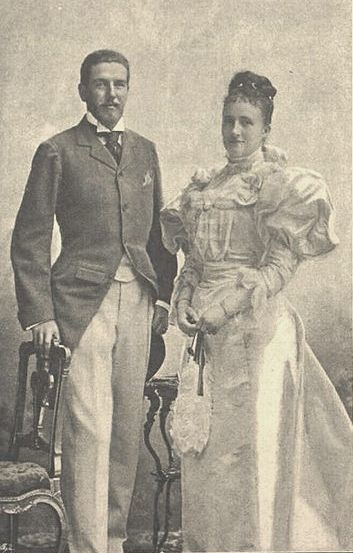
Mária Dorottya és férje, Lajos Fülöp orléans-i herceg

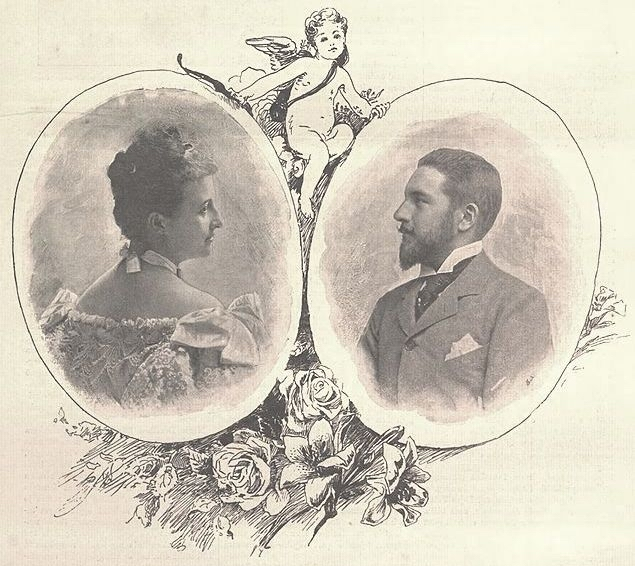
Idealizált kép az ifjú házasokról

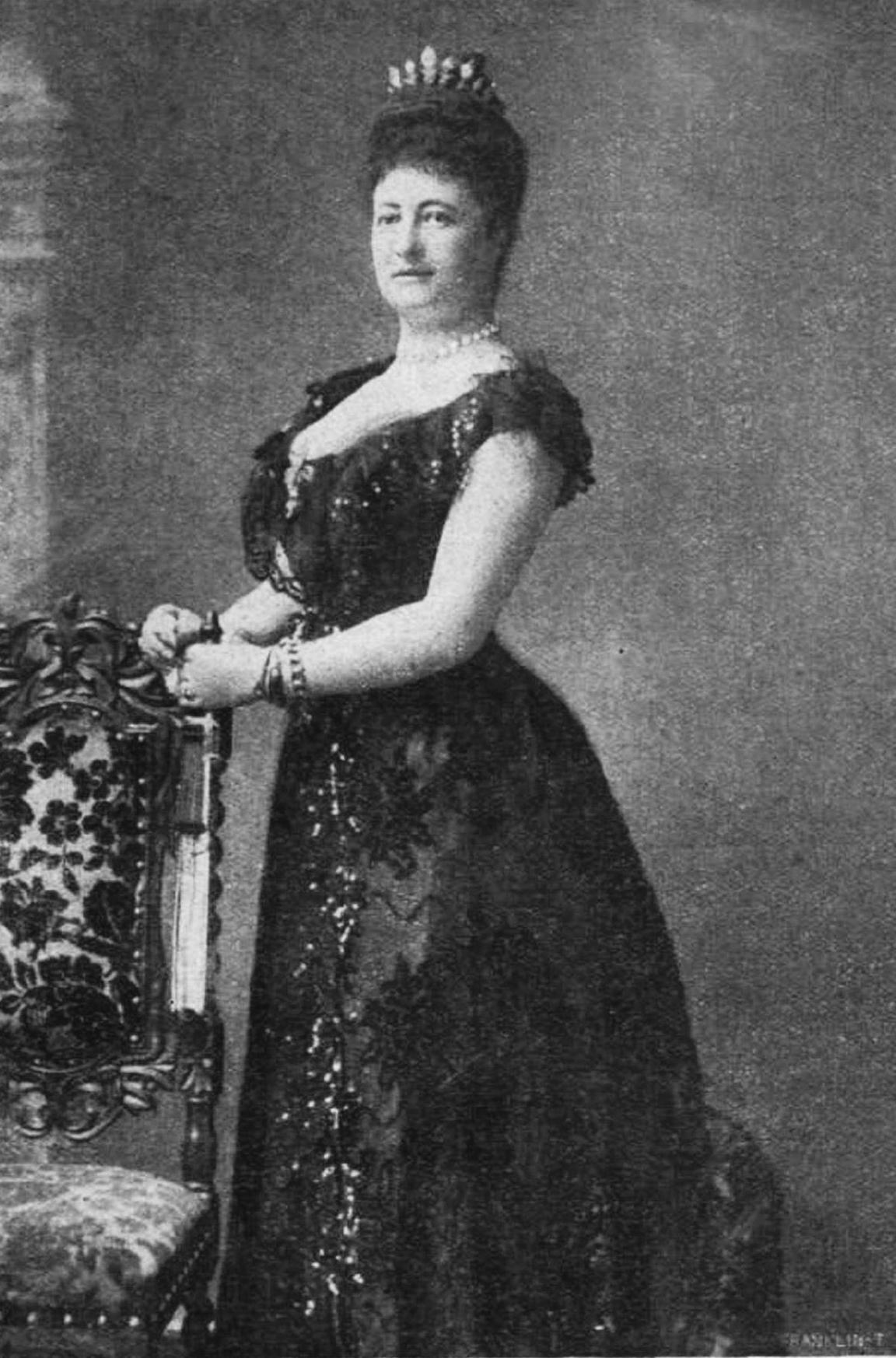
Mária Dorottya 1913-ban

1889 nyarán kisded-nevelési kiállítást rendezett, melyben a kisgyermekek ápolására és nevelésére vonatkozó tárgyakat mutatták be és nagy tekintélynek örvendő szakemberek tartottak előadásokat.

### Házassága
Mária Dorottya főhercegnő 1896. november 5-én Bécsben feleségül ment másod-unokatestvéréhez, Lajos Fülöp Róbert orléans-i herceghez (1869–1926), Lajos Fülöp Albert orléans-i hercegnek, Párizs grófjának (1838–1894) és Mária Izabella spanyol infánsnőnek (1848–1919) legidősebb fiához, I. Lajos Fülöp francia király dédunokájához. A nagyszabású esküvőn az olasz, az angol és a francia Bourbon-Orléans-i uralkodócsalád is képviseltette magát.
Apósa, Lajos Fülöp Albert herceg 1894-ben meghalt, ezzel Mária Dorottya férje az Orléans-ista öröklési rendben a francia trón várományosává lépett elő, VIII. Fülöp néven, ezzel Mária Franciaország címzetes királynéja lett. Ezt a címet férjének 1926-ban bekövetkezett haláláig viselhette.
Lajos Fülöp herceg kedvelte a hosszú hajóutakat, 1897-ben ifjú felesége társaságában a Maroussia jacht fedélzetén több utazást tettek, bejárták a Földközi-tengert. A mézeshetek elmúltával azonban nyilvánvalóvá vált, hogy a házasfelek nem illenek egymáshoz. A házasságuk nem volt boldog. Az évek során kapcsolatuk elhidegült, Orléans hercege egyre sűrűbben távozott el hosszú  hajóutakra, Mária Dorottya hercegné rendszeresen hosszú hónapokat töltött magyarországi családjánál.
Lajos Fülöp herceg szeretőket tartott, többek között viszonyt folytatott Nellie Melba énekesnővel is. 1906-ban egyszer megpróbálta rendbe hozni házasságát, igyekezett meggyőzni feleségét, hogy költözzenek ismét össze Manoir d’Anjou nevű birtokán, Brüsszel mellett. Mária Dorottya kereken visszautasította. Csaknem egy évtizeden át éltek különváltan.
1914 elején Mária Dorottya hercegné válókeresetet adott be. Házasságukat 1914. augusztus 19-én, már az első világháború kitörése után X. Piusz pápa érvénytelenítette. Frigyükből gyermek nem született.
A válás után Mária Dorottya főhercegnő végleg Magyarországra költözött. Volt férje sohasem bocsátotta meg neki, hogy Franciaországgal ellenséges államban él. A világháború alatt és után Mária Dorottya főleg az alcsúti kastélyban lakott. Itt érte a halál 1932-ben. Holttestét a Budavári Palota Nádori Kriptájában helyezték örök nyugalomra.

## Fordítás
- Ez a szócikk részben vagy egészben  a   Maria_Dorothea_von_Österreich című német Wikipédia-szócikk fordításán alapul.  Az eredeti cikk szerkesztőit annak laptörténete sorolja fel. Ez a jelzés csupán a megfogalmazás eredetét és a szerzői jogokat jelzi, nem szolgál a cikkben szereplő információk forrásmegjelöléseként.
- Ez a szócikk részben vagy egészben  a   Marie-Dorothée de Habsbourg-Lorraine című francia Wikipédia-szócikk fordításán alapul.  Az eredeti cikk szerkesztőit annak laptörténete sorolja fel. Ez a jelzés csupán a megfogalmazás eredetét és a szerzői jogokat jelzi, nem szolgál a cikkben szereplő információk forrásmegjelöléseként.

## Külső hivatkozások
- A Mária Dorothea Egyesület Székháza Budapesten, a VIII. kerületben (Józsefváros)[halott link]
- http://www.thepeerage.com/p11193.htm#i111924 Családi, életrajzi adatai.
- http://www.kislexikon.hu/maria_dorothea.html [Tiltott forrás?]